# برش-نازک
برش نازک یک اصطلاح است که در روان‌شناسی و فلسفه مورد استفاده قرار می‌گیرد تا توانایی یافتن الگوهای در رویدادهای مبتنی بر «برش‌های نازک» یا پنجره‌های باریک از تجربه را توصیف کند. این اصطلاح به معنای نتیجه‌گیری بسیار سریع در مورد وضعیت، ویژگی‌ها یا جزئیات یک فرد یا وضعیت با حداقل مقدار اطلاعات است. قضاوت‌های مختصر براساس برش نازک، شبیه به قضاوت‌های مبتنی بر اطلاعات بسیار بیشتر است. تصمیمات مبتنی بر برش نازک می‌تواند دقیق یا حتی دقیق تر از قضاوت‌های مبتنی بر اطلاعات بسیار بیشتر باشد.

## بررسی اجمالی
برش نازک اشاره به مشاهده یک انتخاب کوچک از یک تعامل، معمولاً کمتر از ۵ دقیقه است و می‌تواند به‌طور دقیق نتیجه‌گیری در مورد احساسات و نگرش افراد در تعامل.
تکه‌های نازک جریان رفتاری شامل اطلاعات مهم روانشناختی تشخیصی و پیشگویی اجتماعی است. از آنجایی که ادراک و قضاوت ضعیف ناقص به اندازه کافی مؤثر است، ادراکات بین فردی افراد می‌تواند بلافاصله، به‌طور خودکار و تا حدودی معتبر رخ می‌دهد قبل از اینکه می‌تواند به صورت شفاهی یا از طریق اقدامات و رویدادها ارتباط برقرار شود. با توجه به شرایط محدودی که نتیجه استنتاج و تصحیح اجتماعی رخ می‌دهد، این تصمیمات اولیه ممکن است تصورات، ارزیابی‌ها و نظریه‌های نهایی افراد را در مورد افرادی که با آن‌ها روبرو می‌شوند، تعیین کند.